# Катастрофа BAe 146 в Колумбии
Катастрофа Avro RJ85 под Ла-Унионом — крупная авиационная катастрофа, произошедшая в понедельник 28 ноября 2016 года. Авиалайнер Avro RJ85 авиакомпании LaMia выполнял плановый рейс LMI2933 по маршруту Санта-Крус-де-ла-Сьерра—Медельин, на его борту находилась футбольная команда «Шапекоэнсе». При подлёте к Медельину лайнер врезался в гору около Ла-Униона и в 18 километрах от аэропорта Медельина. Из находившихся на его борту 77 человек (68 пассажиров и 9 членов экипажа) выжили всего 6 (1 из них позднее умер в больнице).
30 ноября 2016 года «Шапекоэнсе» должен был сыграть в первом финальном матче Южноамериканского кубка против колумбийского «Атлетико Насьоналя» (сильнейшего клуба Южной Америки). 5 декабря КОНМЕБОЛ и руководство «Атлетико Насьоналя» объявили «Шапекоэнсе» победителями Кубка.

## Самолёт

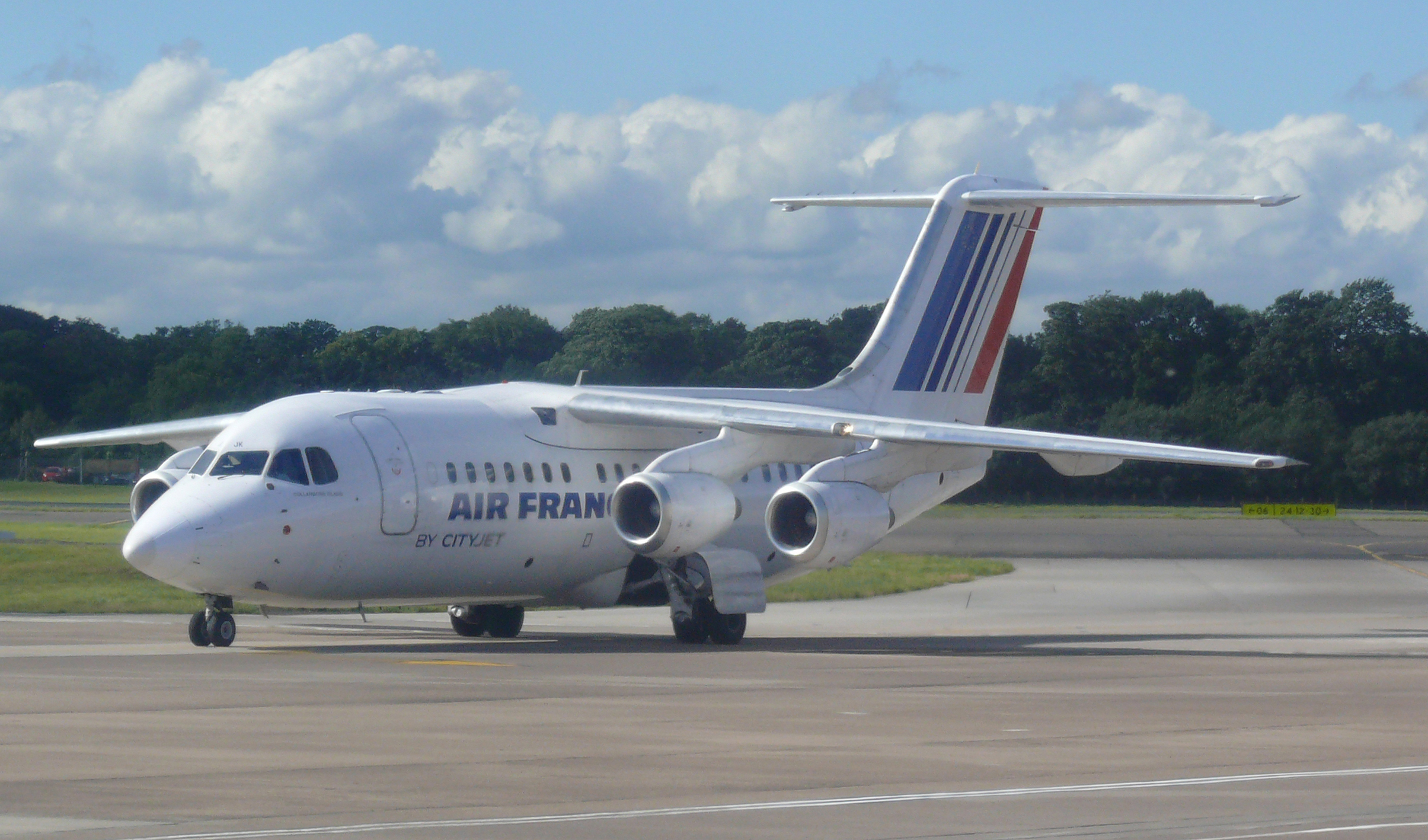
Разбившийся самолёт в 2010 году (в период эксплуатации в CityJet)

Avro RJ85 (регистрационный номер CP-2933, серийный E.2348) был выпущен в 1999 году (первый полёт совершил 26 марта). Оснащён четырьмя турбовентиляторными двигателями Lycoming LF507-1F. Эксплуатировался авиакомпаниями:
- Mesaba Airlines (работала под маркой Northwest Airlink) — с 30 марта 1999 года по 18 сентября 2007 года (борт N523XJ),
- CityJet — с 18 сентября 2007 года по 16 октября 2013 года (борт EI-RJK, имя Collanmore Island), совершал рейсы для авиакомпании Air France).

16 октября 2013 года был куплен авиакомпанией LaMia, в которой сменил три бортовых номера — P4-LOR, YV3035 и CP-2933. На день катастрофы совершил 19 737 циклов «взлёт-посадка» и налетал 21 640 часов 45 минут. На момент катастрофы был единственным использовавшимся самолётом RJ85 из трёх, принадлежавших LaMia, находившейся на грани финансового краха. При лизинговых платежах в $ 35000 и задолженности за обслуживание в $ 48000 на счетах компании находилось всего $ 16000. Командир экипажа являлся одним из сооснователей компании, что наложило решающий отпечаток на причины аварии.

## Экипаж и пассажиры
Состав экипажа рейса LMI2933 был таким:
- Командир воздушного судна (КВС) — 36-летний Мигель Кирога (исп. Miguel Quiroga). Пилот 1-го класса, налетал 6692 часа 51 минуту, 3417 часов 41 минуту из них на Avro RJ85.
- Второй пилот — 47-летний Фернандо Гойтия (исп. Fernando Goytia). Пилот 1-го класса, налетал 6923 часа 32 минуты, 1474 часа 29 минут из них на Avro RJ85.
- Сменный второй пилот — 29-летняя Сиси Ариас (исп. Sisy Arias).

В салоне самолёта работали пять бортпроводников:
- Химена Суарес (исп. Ximena Suárez) - выжила,
- Алекс Киспе (исп. Álex Quispe),
- Анхель Луго (исп. Ángel Lugo),
- Густаво Энсина (исп. Gustavo Encina),
- Ромель Вакафлорес (исп. Romel Vacaflores).

Также в состав экипажа входил авиамеханик Эрвин Тумири (исп. Erwin Tumiri) - выжил.
| Гражданство | Пассажиры | Экипаж | Всего |
| ----------- | --------- | ------ | ----- |
| Бразилия    | 68        | 0      | 68    |
| Боливия     | 0         | 7      | 7     |
| Венесуэла   | 0         | 1      | 1     |
| Парагвай    | 0         | 1      | 1     |
| Всего       | 68        | 9      | 77    |

### Предшествующие обстоятельства

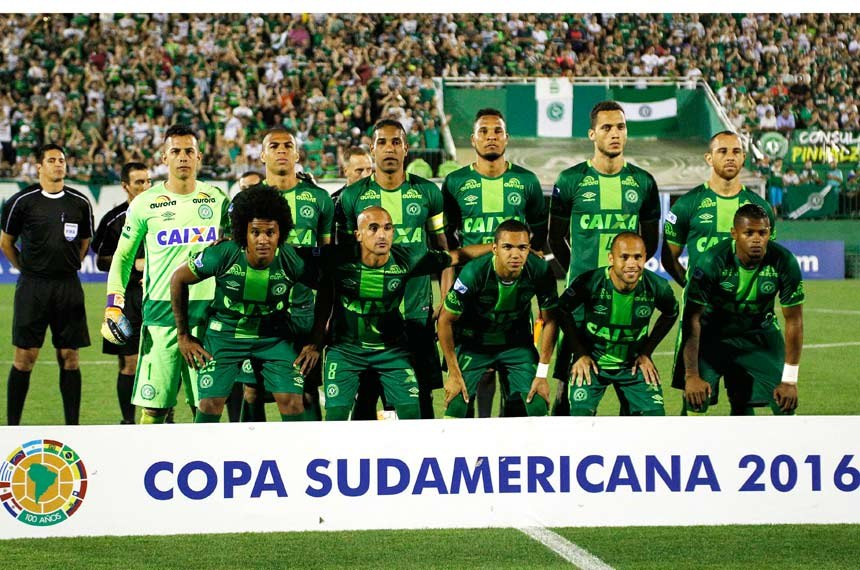
ФК «Шапекоэнсе» (2016)

### Катастрофа

Скорость полёта и высота рейса 2933 согласно данным ADS-B, опубликованным сайтом Flightradar24. Сигнал был потерян в 02:55:48 UTC

Схема последних 15 минут полёта рейса 2933

## Хронология событий

### Выжившие
После катастрофы нашли живыми 6 человек — четырёх пассажиров (одного журналиста и игроков «Шапекоэнсе» — вратарей Данило, Жаксона Фолмана и защитников Алана Рушела и Нето) и двух членов экипажа (авиамеханика Тумири и стюардессу Суарес), все остальные 63 пассажира и 7 членов экипажа (в том числе все 3 пилота) погибли. Впоследствии выяснилось, что вратарь Данило погиб на месте катастрофы и никогда не был в больнице в Ла-Сеха.
Среди погибших — президент клуба Сандро Палаоро, главный тренер клуба Кайо Жуниор и капитан команды Клебер Сантана; также в полном составе погиб тренерский штаб клуба.

### Футбольный клуб «Шапекоэнсе»
| Имя             | Возраст | Позиция        | Судьба                        |
| --------------- | ------- | -------------- | ----------------------------- |
| Кайо Жуниор     | 51 год  | Главный тренер | Погиб                         |
| Данило          | 31 год  | Вратарь        | Погиб                         |
| Жаксон Фолман   | 24 года | Вратарь        | Выжил, перенёс ампутацию ноги |
| Денер           | 25 лет  | Защитник       | Погиб                         |
| Марсело         | 25 лет  | Защитник       | Погиб                         |
| Матеус Карамело | 22 года | Защитник       | Погиб                         |
| Жименес         | 21 год  | Защитник       | Погиб                         |
| Филипе Машадо   | 32 года | Защитник       | Погиб                         |
| Жил             | 29 лет  | Защитник       | Погиб                         |
| Алан Рушел      | 27 лет  | Защитник       | Выжил                         |
| Нето            | 31 год  | Защитник       | Выжил                         |
| Виллиан Тиего   | 30 лет  | Защитник       | Погиб                         |
| Матеус Битеко   | 21 год  | Полузащитник   | Погиб                         |
| Сержио Маноэл   | 27 лет  | Полузащитник   | Погиб                         |
| Артур Майя      | 24 года | Полузащитник   | Погиб                         |
| Клебер Сантана  | 35 лет  | Полузащитник   | Погиб                         |
| Жозимар         | 30 лет  | Полузащитник   | Погиб                         |
| Канела          | 22 года | Нападающий     | Погиб                         |
| Лукас Гомес     | 26 лет  | Нападающий     | Погиб                         |
| Эвертон Кемпес  | 34 года | Нападающий     | Погиб                         |
| Ананиас         | 27 лет  | Нападающий     | Погиб                         |
| Бруно Ранжел    | 34 года | Нападающий     | Погиб                         |
| Тиагиньо        | 22 года | Нападающий     | Погиб                         |

## Реакция

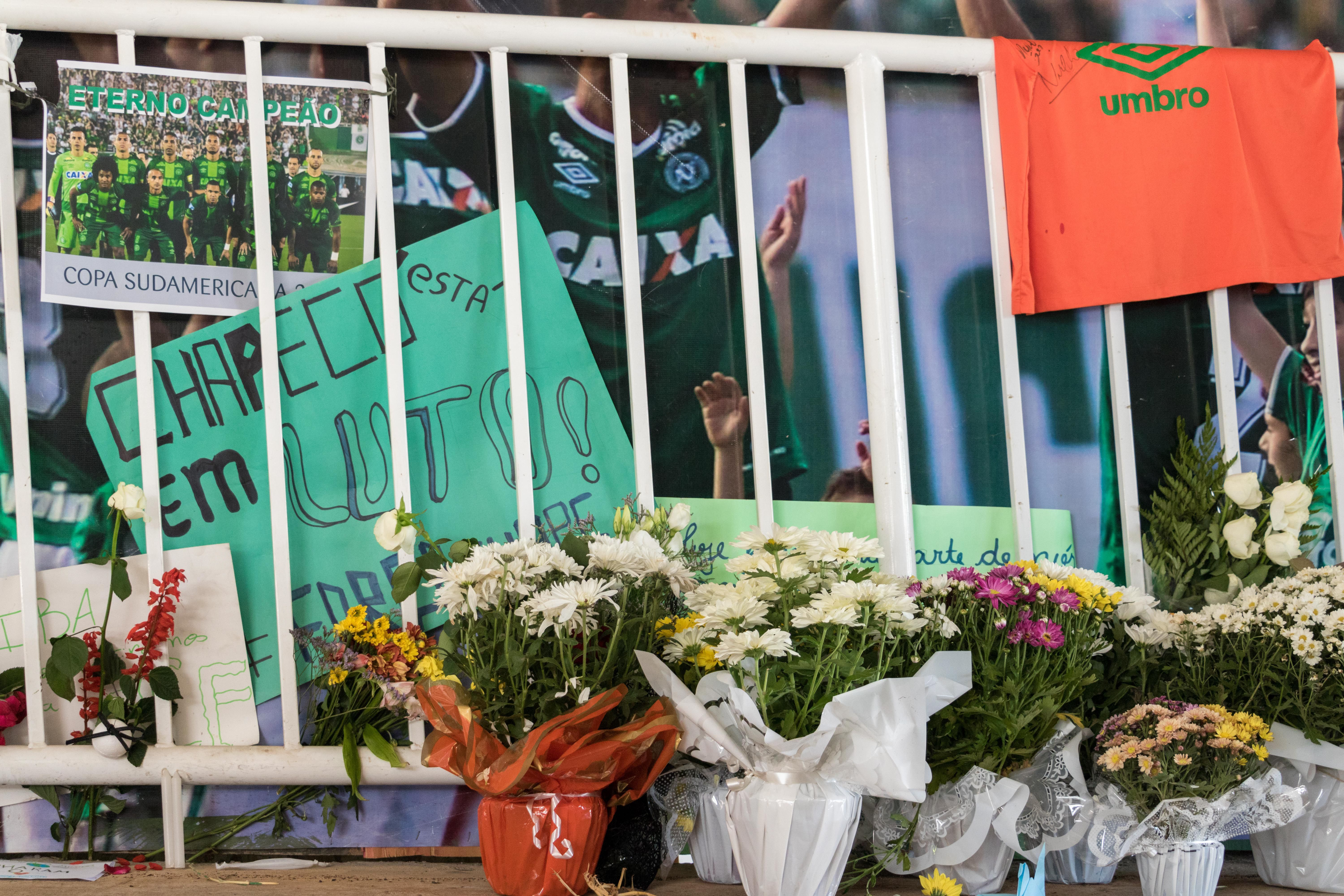
Цветы от скорбящих на Арене Конда в Шапеко

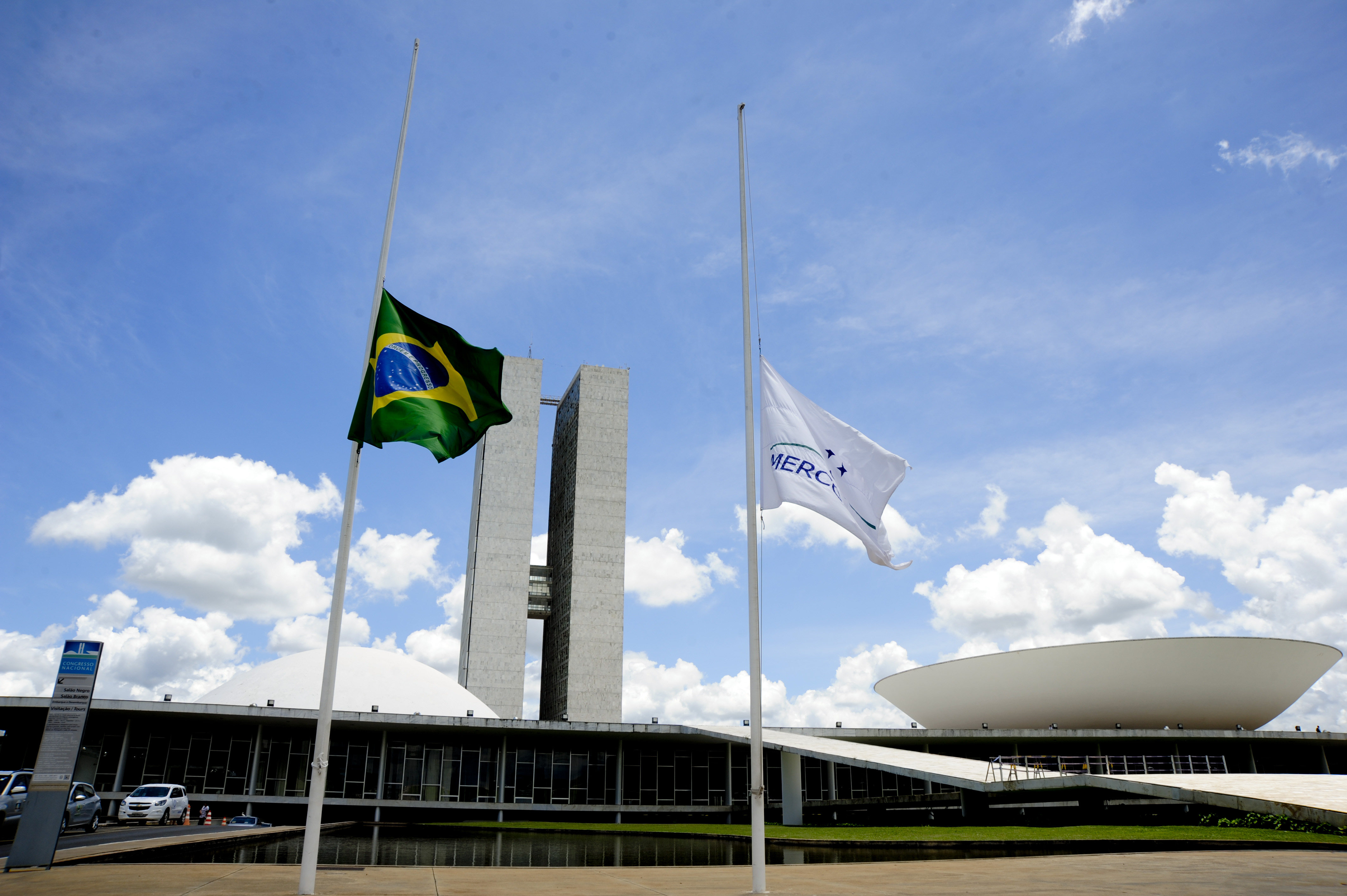
Приспущенные флаги Бразилии и организации Меркосур перед зданием Национального Конгресса в Бразилиа

- 29 ноября 2016 года президент Бразилии Мишел Темер в связи с авиакатастрофой объявил в стране трёхдневный траур[14].
- Свои соболезнования президенту Бразилии выразили, в частности, президенты Азербайджана[15], Армении[16], Белоруссии[17], Казахстана[18], Латвии[19] и России[20], а также председатель КНР[21].
- Клуб «Атлетико Насьональ», с которым у «Шапекоэнсе» должен был состояться матч, предложил Южноамериканской конфедерации футбола (КОНМЕБОЛ) объявить «Шапекоэнсе» победителем Южноамериканского кубка[22]. 5 декабря 2016 года это предложение было принято.
- Все матчи 17-го тура чемпионата Украины начались с минуты молчания[23].

## Память
- «Ботафого» назвал в честь погибших журналистов «TV Globo» Гильерме Маркеса и Гильерме Ван Дер Лаарса (болельщиков «Шапекоэнсе») комментаторские кабины на стадионе Нилтона Сантоса в Рио-де-Жанейро[24].
- Пресс-центр «Фигейренсе» на стадионе Орландо Скарпелли во Флорианополисе назван в честь журналиста Андре Подьяцки из издания Diário Catarinense, болельщика «Шапекоэнсе», который летел освещать финальный матч «Шапекоэнсе»[24].
- «Фламенго» дал пресс-центру в Центре профессиональной подготовки Варжен-Гранди (также известен под названием «Ниньо-ду-Убуру») имя журналиста «FOX Sports» Викторино Шермонта[24].
- Пресс-центр Тренировочного центра «Флуминенсе» в Барра-да-Тижуке (район Рио-де-Жанейро) получит имя болельщика «трёхцветных» журналиста FOX Sports Пауло Жулио Климента[24].
- 22 декабря 2016 года «Интернасьонал» назвал свой пресс-центр в честь Марио Сержио Понтеса ди Пайвы — чемпиона Бразилии 1979 года в составе «Интера», главного тренера команды (2009) и журналиста «FOX Sports», летевшего освещать финальный матч с участием «Шапекоэнсе»[25].
- 4 апреля 2017 года «Гремио» открыл на территории своего стадиона «Арена Гремио» мемориальную плиту в честь Марио Сержио[26].

## Культурные аспекты
Катастрофа рейса 2933 LaMia показана в 19 сезоне канадского документального телесериала Расследования авиакатастроф в серии Футбольная трагедия.